# Aske
Aske (з норв. попіл) — мініальбом норвезького блек-метал-гурту Burzum. Альбом записаний після Det som engang var, але виданий на півроку раніше, 10 березня 1993 року, лейблом Deathlike Silence Productions, що належав гітаристу Mayhem Євронімусу.

## Підготовка
На обкладинці зображена Фантофтська ставкірка після її підпалу 6 червня 1992 року. Варґ Вікернес був головним підозрюваним у підпалі, однак на суді його причетність до цього злочину довести не вдалося. Вважається, що ця фотографія зроблена самим Варґом.
Бас-гітарні партії виконував Samoth — учасник гурту Emperor.

## Видання
До першої тисячі примірників альбому додавалась запальничка з зображенням спаленої церкви, надана тогочасним дистриб'ютором Burzum — Voices of Wonder.
Оригінальна платівка Aske — один з найдорожчих блек-метал-записів у світі. На аукціонах за це видання пропонують від 700 до 1125 доларів США.
1995 року Aske було перевидано на лейблі Misanthropy Records, як Burzum / Aske. До цієї збірки також увійшли композиції з дебютного альбому гурту.

## Список композицій
Автор музики і слів Count Grishnackh. 
| #     | Назва                                                             | Тривалість |
| ----- | ----------------------------------------------------------------- | ---------- |
| 1.    | «Stemmen fra tårnet» («Голос з вежі»)                             | 6:09       |
| 2.    | «Dominus Sathanas» («Повелитель Сатана»)                          | 3:02       |
| 3.    | «A Lost Forgotten Sad Spirit» («Загублений й забутий сумний дух») | 10:51      |
| 20:02 |                                                                   |            |

## Учасники запису
- Count Grishnackh — вокал, ритм- та соло-гітара, ударні, продюсинг;
- Samoth — бас-гітара в першій та третій композиції

Виготовлення
- Pytten (Ейрик Гуннвін) — продюсинг;